# Parafia św. Piotra w Okowach w Pietrzwałdzie
Parafia świętego Piotra w Okowach w Pietrzwałdzie – parafia rzymskokatolicka znajdująca się w archidiecezji warmińskiej, w dekanacie Grunwald.
Zgodnie ze stanem na październik 2023 proboszczem parafii jest ks. Adam Steć, proboszcz parafii w Glaznotach. 

## Proboszczowie
- Józef Spisak (1986–2020)[2]
- Adam Steć (2020-)[1]